# Libanon az 1968. évi téli olimpiai játékokon
Libanon a franciaországi Grenoble-ban megrendezett 1968. évi téli olimpiai játékok egyik részt vevő nemzete volt. Az országot az olimpián 1 sportágban 3 sportoló képviselte, akik érmet nem szereztek.

## Alpesisí
Férfi
| Versenyző       | Versenyszám      | Selejtező | Selejtező | Selejtező | Selejtező | Döntő    | Döntő    | Döntő    | Döntő    | Döntő      | Döntő      |
| Versenyző       | Versenyszám      | 1. futam  | 1. futam  | 2. futam  | 2. futam  | 1. futam | 1. futam | 2. futam | 2. futam | Összesítés | Összesítés |
| Versenyző       | Versenyszám      | Idő       | Hely.     | Idő       | Hely.     | Idő      | Hely.    | Idő      | Hely.    | Idő        | Helyezés   |
| --------------- | ---------------- | --------- | --------- | --------- | --------- | -------- | -------- | -------- | -------- | ---------- | ---------- |
| Nagib Barrak    | Műlesiklás       | 1:07,13   | 5.        | 1:25,73   | 4.        | kiesett  | kiesett  | kiesett  | kiesett  | kiesett    | kiesett    |
| Nagib Barrak    | Óriás-műlesiklás |           |           |           |           | 2:14,84  | 82.      | 2:24,06  | 86.      | 4:38,90    | 81.        |
| Moussa Jaalouk  | Műlesiklás       | 1:13,69   | 5.        | 1:09,06   | 3.        | kiesett  | kiesett  | kiesett  | kiesett  | kiesett    | kiesett    |
| Moussa Jaalouk  | Óriás-műlesiklás |           |           |           |           | 2:15,54  | 83.      | 2:17,89  | 81.      | 4:33,43    | 80.        |
| Ghassan Keyrouz | Műlesiklás       | kizárták  | kizárták  | 1:18,11   | 4.        | kiesett  | kiesett  | kiesett  | kiesett  | kiesett    | kiesett    |
| Ghassan Keyrouz | Óriás-műlesiklás |           |           |           |           | 2:22,43  | 87.      | 2:24,76  | 87.      | 4:47,19    | 85.        |